# Ho Lien Siew
Ho Lien Siew, conosciuto anche con la traslitterazione He Lianxiu (何连秀T, Hé LiánxiùP; Singapore, 5 settembre 1932 – Singapore, 3 aprile 2021), è stato un cestista e allenatore di pallacanestro singaporiano.

## Carriera
Con Singapore ha disputato i Giochi olimpici di Melbourne 1956.